# Zbigniew Sudolski
Zbigniew Janusz Sudolski (ur. 2 czerwca 1930 w Sierpcu, zm. 12 stycznia 2024) – polski literaturoznawca, epistolograf, historyk literatury polskiej, profesor nauk humanistycznych.

## Życiorys
Był synem Tadeusza Sudolskiego i Marii Sudolskiej z domu Olszewskiej. Od 1936 mieszkał z rodziną w Bydgoszczy, od 1938 w Wołominie. Od 1943 uczestniczył w tajnym nauczaniu, po II wojnie światowej był uczniem Gimnazjum im. Władysława IV w Warszawie, gdzie w 1949 zdał egzamin maturalny. W 1954 ukończył studia na Uniwersytecie Warszawskim. Od 1952 pracował w Wyższej Szkole Pedagogicznej w Warszawie, od 1956 na Wydziale Polonistyki Uniwersytetu Warszawskiego. Na tej ostatniej uczelni uzyskał w 1961 stopień doktora na podstawie pracy Poezja powstania krakowskiego i rewolucji chłopskiej 1846 roku napisanej pod kierunkiem Eugeniusza Sawrymowicza, a w 1967 stopień doktora habilitowanego na podstawie pracy Korespondencja Zygmunta Krasińskiego. Studium monograficzne. W 1981 otrzymał tytuł profesora nadzwyczajnego w zakresie nauk humanistycznych, w 1988 tytuł profesora zwyczajnego. W latach 1971–1974 był lektorem języka polskiego i wykładowcą literatury polskiej na jednym z paryskich uniwersytetów, a w latach 1976–1981 kierownikiem Studium Filologii Polskiej dla Pracujących UW. Na macierzystym wydziale był kierownikiem Zakładu Romantyzmu w Instytucie Literatury Polskiej (1979–1981), prodziekanem (od 1981) i dziekanem (1987–1990), a także dyrektorem Instytutu Literatury Polskiej (1996–1999). W 1989 został członkiem zwyczajnym Towarzystwa Naukowego Warszawskiego. Był też członkiem Komitetu Nauk o Literaturze Polskiej Akademii Nauk.
W pracy naukowej zajmował się przez wiele lat badaniem życia i twórczości Zygmunta Krasińskiego i innych literatów okresu romantyzmu. Efektem jego prac był szereg publikacji stanowiących opatrzone komentarzem i usystematyzowane zbiory korespondencji poety, m.in. Listy do Jerzego Lubomirskiego (1965), Korespondencja Zygmunta Krasińskiego: studium monograficzne (1968), Listy do Adama Sołtana (1970), Listy do Konstantego Gaszyńskiego (1971), Listy do Delfiny Potockiej (1975), Nowe listy Krasińskiego: do Ignacego Wąsowicza z 1828 r. i Jana Zamoyskiego z 1. 1834–1858 (1975). Napisał również biografię Zygmunta Krasińskiego zatytułowaną Krasiński: opowieść biograficzna (1977), opracował także jego Poezje wybrane (1975). Opublikował także m.in. zbiór listów Wincentego Pola (2004), biografię Adama Mickiewicza oraz Juliusza Słowackiego (1978), a także poświęconą mu pracę (wspólnie ze Stanisławem Makowskim W kręgu bliskich poety. Listy rodziny Juliusza Słowackiego (1960).
W latach 1955–1981 był członkiem PZPR (zrezygnował z członkostwa 14 grudnia 1981), na początku lat 80. został członkiem Klubu Inteligencji Katolickiej w Warszawie.
Odznaczony m.in. Krzyżem Kawalerskim (1982), Krzyżem Oficerskim (2003) i Krzyżem Komandorskim (2011) Orderu Odrodzenia Polski, Medalem Komisji Edukacji Narodowej (1988), Odznaką „Zasłużony Działacz Kultury” (1999) oraz Srebrnym Medalem „Zasłużony Kulturze Gloria Artis” (2013).